# Passerelle Claude-Bernard
La passerelle Claude-Bernard est une passerelle piétonne qui traverse le boulevard périphérique de Paris permettant de relier Paris à Aubervilliers. Elle est située dans le 19e arrondissement de Paris, en France.

## Localisation
La passerelle Claude-Bernard franchit le boulevard périphérique de Paris entre la rue Émile-Bollaert (dans l'alignement de la rue Lounès-Matoub) et la rue de la Gare.
Elle permet de connecter le parc du Millénaire (Aubervilliers) à la Zone d'aménagement concerté (ZAC) Claude-Bernard à Paris.

## Nom
La passerelle reprend le nom de la ZAC Claude-Bernard à laquelle elle est reliée coté Paris. Cette ZAC a été construite à la fin des années 2000 - début des années 2010 sur la friche occupée auparavant par l'hôpital Claude-Bernard qui, vétuste, a fermé en 1988. Cet hôpital avait pris en 1905 le nom du médecin, physiologiste et épistémologue français Claude Bernard (1813-1878).

## Historique
La travée principale de franchissement du boulevard périphérique a été posée en quelques heures dans la nuit du 14 mai 2015 par deux grues d'une capacité de levage de 700 tonnes chacune. À cette occasion, le boulevard périphérique a été coupé dans les deux sens durant 3 h, un évènement qui ne s'était pas produit depuis quarante ans.
La passerelle est ouverte depuis le 3 octobre 2015.
Le 5 octobre 2016, l'ouvrage est primé dans la catégorie « Franchir » au Trophées Eiffel d'architecture acier, organisé par ConstruirAcier. La même année, il est également lauréat du concours BIM Tekla France 2016, dans la catégorie « Projets infrastructures ».

## Au cinéma
La passerelle apparait dans le film Deux Moi (2019) de Cédric Klapisch où un des personnages principaux, Rémy joué par François Civil, la traverse (à 1h03).